# Moyen de paiement
Les moyens de paiement permettent d'utiliser la monnaie qu'on détient en compte de dépôt ou en espèces pour régler ses dépenses et dettes.

## Caractéristiques
Les systèmes interbancaires permettent l'échange et, éventuellement, la compensation. Un abus de langage ouvre la notion des nouveaux moyens de paiement pour définir les services et solutions de paiement disponibles sur le marché pour le commerce de proximité ou à distance. Il s'agit notamment d'une opération de paiement réalisée, à partir d'un support connecté (ex : smartphone, tablette), mais dont le dénouement de la transaction fait appel obligatoirement à un des moyens de paiement existants. Il ne s'agit donc pas d'un nouveau moyen de paiement, mais d'un nouvel usage de payer un bien ou un service.
La notion de moyen de paiement regroupe divers aspects ou fonctions de la monnaie : l'unité de mesure et compte de la valeur financière ; et le moyen d'échange (voir investi). Les moyens de paiement sont également utilisés pour des opérations qui ne sont pas des paiements à proprement parler, comme les dons, les virements entre comptes d′un même titulaire, ou les chèques remplis à titre de dépôt de garantie mais non débité. À noter enfin que les moyens de paiement ne recouvrent pas tous les modes de règlement, qui englobent également troc de biens ou de services.

## Types
On distingue ici les moyens de paiement dont l'instrument est matériel, des autres moyens.

### Instruments de paiement corporels
Il s'agit de moyens de paiement matérialisés, souvent sous forme de papier imprimé avec une valeur faciale :
- les espèces (du vieux Français « payer en espices/épices ») numéraires (billets et pièces), utilisables essentiellement dans la zone monétaire de la devise où ils sont libellés, par exemple l'euro dans la zone euro ;
- le chèque ;
- les effets de commerce tels que la traite (ou lettre de change) et le billet à ordre, instruments tant de crédit que de paiement ;
- la lettre de crédit (ou « accréditif »), le crédit documentaire, délivrés par une banque à son client ayant à faire certains paiements, essentiellement internationaux (mais rien n'interdit de les utiliser entre deux personnes ou entités du même pays, bien que ce soit très rare) ;
- le titre interbancaire de paiement (T.I.P.) : ordre donné par signature de prélever sur son compte un certain montant au profit d'une grande entreprise. Le formulaire est pré-rempli. Il ne reste plus qu'à signer et à dater ;
- le mandat postal, dont il existe différentes variantes ;
- le mandat sur le Trésor, titre de paiement gouvernemental ;
- le coupon de paiement] ticket d'achat vendu notamment par les buralistes, permettant de recharger des cartes bancaires prépayées ; utilisé notamment pour des créditer une compte de jeux en ligne. Parce qu'il est également objet de nombreuses fraudes du fait de son caractère anonyme, la directive sur le service des paiements vise à réduire le montant maximum journalier.
- La carte de paiement, livrée par la banque à ses clients (déposants et titulaires d'un compte bancaire) pour réaliser deux types d'opérations : effectuer des retraits via le guichet automatique de la banque émettrice de la carte ou via celui d'une autre banque nationale, d'une part, et effectuer des achats auprès de commerçants (stations de carburant pour véhicules, commerçants de proximité ou grands magasins) équipés d'une caisse enregistreuse, d'autre part[1].

### Instruments de paiement incorporels

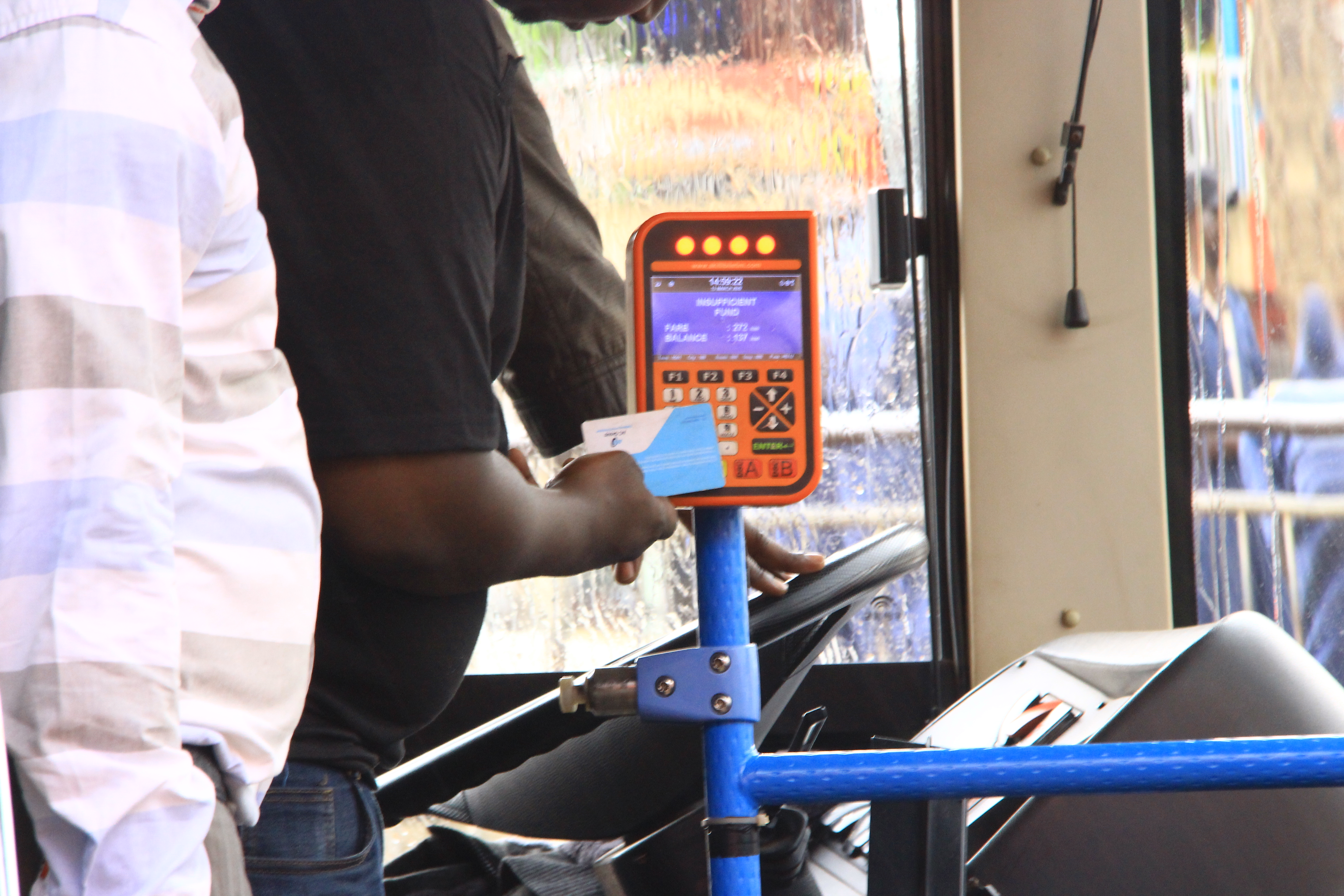
Système de paiement Tap&Go dans les transports publics au Rwanda.

Il s'agit de moyens de paiement partiellement dématérialisés comme le transfert d′espèces sans comptes bancaires, le virement ponctuel ou automatique, le prélèvement automatique ou le prélèvement SEPA, le micropaiement, le cashless (système privatif de paiement par clé ou carte), le porte-monnaie électronique (et plus généralement la monétique, voir paiement sans contact) et les moyens spécifiques au Paiement sur Internet dans le cadre notamment du commerce en ligne. La carte de paiement, quant à elle, présente diverses formes incluant la carte de retrait (permettant de retirer des espèces depuis des distributeurs dédiés), la carte de débit (permettant de régler des achats directement auprès de commerçants), la carte de crédit (permettant de régler des achats au-delà du crédit réel du compte débité) et la carte de paiement prépayée (rechargeable notamment par coupons de paiement).
Certains paiements s′accompagnent d′une ou deux opérations de change incluses dans le moyen de paiement, par exemple lors d′un virement à partir d′un compte en euros vers un compte en tôgrôgs mongols.

## Évolution
En France, les différents moyens de paiement scripturaux (hors espèce) se répartissent en 2015 comme suit :
| Transactions réalisées | % en volume | % en valeur |
| ---------------------- | ----------- | ----------- |
| Cartes bancaires       | 51          | 2           |
| Prélèvements           | 19          | 5           |
| Virements              | 19          | 88          |
| Chèques                | 11          | 4           |
| Monnaies électroniques | >1          | >1          |

Les chèques reculent, moins rapidement que dans le reste de l'Europe, au profit des cartes bancaires et des prélèvements. Les transactions réalisées par cartes bancaires ont dépassé les chèques en 2001. Pour leur part, prélèvements et virements progressent plus lentement.
La Banque des règlements internationaux publie régulièrement un comparatif de l'usage et de l'évolution des moyens de paiement dans le monde.

## Facteurs d'évolution
Les principaux moteurs de la diversification actuelle et future des moyens de paiement se présentent sous plusieurs formes. La Directive sur les services de paiement en Europe du 13 novembre 2007 qui va harmoniser les services, permettre une libre concurrence, et va favoriser l'introduction de nouveaux services de paiement, en particulier ceux basés sur les services de télécommunication et utilisant les moyens de paiement SEPA. La directive permettra une meilleure protection des consommateurs (révocation d'un ordre, délais d'exécution, information, etc. Ce bouleversement des modes d'acquisition des moyens de paiement participe aux mutations que connait la vente des services bancaires.
La transposition en France de la Directive a débuté en septembre 2008. Les avancées de la technologie (puce électronique classique avec contact, ou évoluée avec transmission radio, Internet, etc.). Par exemple le téléphone mobile est appelé à devenir le support privilégié de nouveaux services paiement de proximité, avec ou sans l'utilisation de carte bancaire (des expériences pilotes sont en cours en Belgique avec Banksys et le projet banxafe, au Japon, en France comme avec Movo). Ce dernier moyen de paiement a dépassé le stade expérimental en Chine et est devenu l'un des principaux moyens de paiement. La validation de la transaction se fait par flashage du code QR du payeur (sur l'interface WeChat). On peut estimer que dans les grandes villes, ce moyen de paiement a d'ores et déjà marginalisé le paiement en monétique traditionnelle (billets et pièces).
Le développement de la mondialisation des échanges. La mise en place de normes internationales, notamment de paiement par carte ou virement (identifiants bancaires), permet d'harmoniser les fonctionnements.
En Europe, la Directive SEPA (Single Euro Payments Area) conduit à la mise en place de nouveaux instruments de paiement, permettant, depuis 2011, d'effectuer des paiements dans toute la 'zone SEPA' aussi facilement qu'au niveau national. Ce standard est opérationnel (virement SEPA, par exemple) et reste le seul en vigueur, à compter du 1er février 2014.

## Utilisation frauduleuse
Plusieurs familles sont recensées dans l'utilisation frauduleuse, selon le moyen de paiement utilisé. Par exemple, pour la carte de paiement, il existe 4 motifs : l'abus (c'est-à-dire : L'utilisation du moyen de paiement par son titulaire sans provision préalable sur le compte bancaire), la contrefaçon (c'est-à-dire : L'imitation du moyen de paiement émis par un organisme officiel), la perte (c'est-à-dire : La découverte et l'utilisation par un tiers du moyen de paiement sans autorisation), et le vol (c'est-à-dire : La soustraction et l'utilisation par un tiers du moyen de paiement sans autorisation). On retrouve les mêmes motifs d'utilisation frauduleuse pour le chèque. Néanmoins, pour les espèces, seulement un motif est retenu : la contrefaçon du support.
En cas de contestation ou de litige, les procédures sont différentes, selon le moyen de paiement utilisé : trois exemples sont données ci-après :
- Espèces : pas de remboursement de la banque ;
- Chèque : un dépôt de plainte auprès des services de Police ou de Gendarmerie doit accompagner la contestation du client à sa banque ;
- Carte de paiement : un dépôt de plainte auprès des services de Police ou de Gendarmerie doit accompagner la contestation du client à sa banque (sauf le motif abus).

Nota bene : Se renseigner auprès de sa banque pour plus de précisions.